# Autozom
Autozomii sunt cromozomii ce sunt aceiași pentru organismele din ambele sexe, adică aceștia nu pot determina sexul unui organism. Autozomii sunt organizați în perechi (omul are 22 perechi autozomi). Anumite boli genetice pot fi legate de autozomi.
Autozomii se grupează după dimensiunea lor în 7 grupe, notate de la A la G.
A - grupele 1, 2 și 3;
B - grupele 4 și 5;
C - grupele de la 6 la 12;
D - grupele 13, 14 și 15;
E - grupele 16, 17 și 18;
F - grupele 19 și 20;
G - grupele 20 și 21.